# プネー
プネー（マラーティー語: पुणे, [ˈpuɳe] ( 音声ファイル); 英語: Pune）は、デカン高原に位置するインド・マハーラーシュトラ州、プネー県（英語版）の都市。同州で二番目に大きな都市。
植民地時代に付けられた英語名称「プーナ(Poona)」も以前は公的な名称として併用されていたが、1999年に現地マラーティー語での名称「プネー」が公式名称として採用された。現在でもプーナの名称は非公式ながら広く使われている。（なお、前述の両名称を混同した「プーネ」という表記は誤りである。）

## 都市の概説

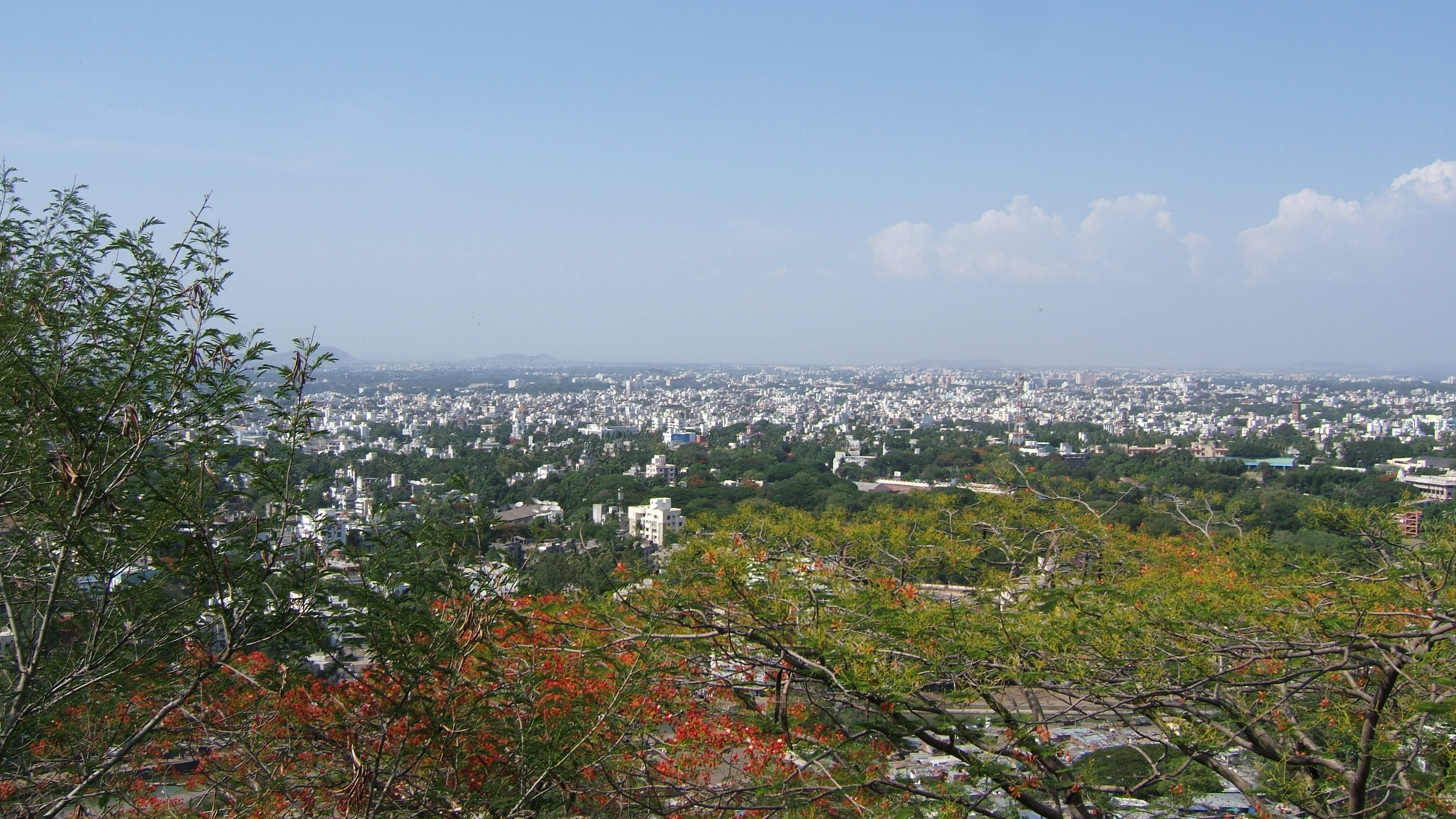
プネーの街並み一望

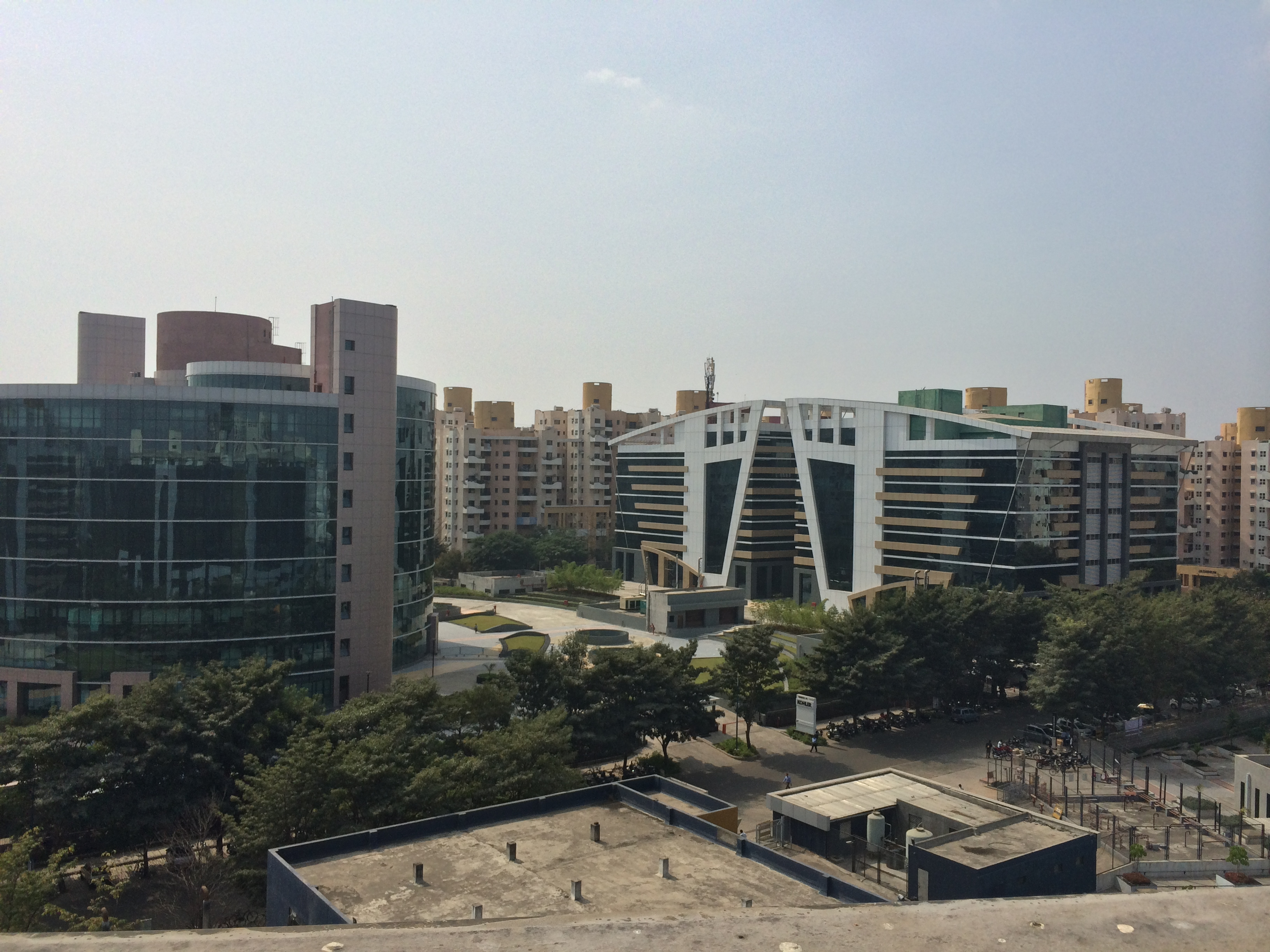
プネー

2010年の都市的地域の人口は493万人であり、世界第60位、同国では第8位である。海抜600メートルの高原にあるため、大都市の富裕層の避暑地として発達した。金融と経済の中心であるムンバイの南170kmに位置し、インド国内の各主要都市と空路・鉄道・陸路で結ばれている。
町の40% が緑に覆われ、インドでもっとも緑の多い街の一つであり、インドで最も安全な都市とも言われている。
18世紀には、ムガル帝国に代わってインドの覇権を握ったマラーター王国の宰相府があった。
英領時代から「東のオックスフォード」「インドのオックスフォード」として知られる教育・研究の中心地で、インドで最も多くの研究機関が存在する。多くの有名な研究施設や高等教育機関があり、インド国内のみならず、世界中から学生が集まる。プネー市内にはインド最大の科学コミュニティが存在している。
また、工業やビジネスの中心でもあり、IT産業を中心にインドでもっとも目覚しい発展を遂げており、多くのIT産業やソフトウエア開発会社の本部がある。市内に国際レベルの教育施設が立地することから、インド政府は、プネーをIT開発の中心的都市と位置付けた。ハイテク機器のベンガルールとならんで示され、近年は「東のシリコンバレー」といわれている。PCの家庭普及率はインド全国1位で、インド国内での生活水準の高さを示している。
20世紀前半にヨーロッパに影響を与えた神秘家のメヘル・バーバーが過ごした。また、マハトマ・ガンディーが一時期監禁された場所でもある。

## 歴史
詳細はプネーの歴史（（英語版））を参照。

## 地方自治体
大都市地域における自治都市（Municipal Corporation）として、Pune Municipal Corporationがある。日本では単にプネー市と表記される。

## 経済

### プネーに本社を置く主な企業
- セラム・インスティテュート・オブ・インディア - 医薬品メーカー。「インド血清研究所」ともいう。

## 教育
「東のオックスフォード」「インドのオックスフォード」として知られる学術都市。2008年には、オックスフォード大学のJohn Hood学長が、プネー地区のラバサ(Lavasa)に、同大学のビジネスコースに所属するOxford University India Business Centre (OUIBC)を設置すると発表した。オックスフォード大学が海外に施設を置くのは、800年の歴史の中ではじめてのことである。OUIBCでは企業経営のマネージメントプログラムを開設し、教授陣もイギリスから招くとのこと。
国立レベルの研究開発センターはじめ NCL, Tropical Meteorology, DRDO, TCS, IUCAA, などの研究機関がある。インドで最も権威があるIT研究開発機関であるC-DAC (Center for Development of Advanced Computing)の本部もプネー市内にある。プネーは、「熱心な者たちが崇高な目的のために集まる巣箱」として、マハトマ・ガンディーに評された。1857年には、気象庁がシムラーからプネーに移転した。
大学は、名門のプネー大学（英語版）以外にも17校の工科大学があり、毎年数多くのITエンジニアを世に送り出している。
- 学生や研究者の数が多く、知的レベルは高く、Bandarkar Road, Bapad Roadなど有名な学者の名を冠した街路がたくさんある。
- 5つの巨大ITパークがある。（Hinjewadi, Talwade, Kharade, Pune IT Park, and Magarpatta City）
- インドへの留学生全体の 35%がプネー大学で学んでいる。
- インドで最も日本語教育が盛んな都市で、1971年、プネー印日協会によって日本語教育が始まって以来、約1万人の学生が日本語を勉強しており、毎年約2000人が日本語能力試験（JLPT）を受けている。このためインドではJLPT受験者数の最も多い都市でもある。
- プネー大学の外国語学部ではインドで最も多くの言語を扱っている。日本の名古屋大学と静岡大学と姉妹校提携を結んでいる。

## 文化

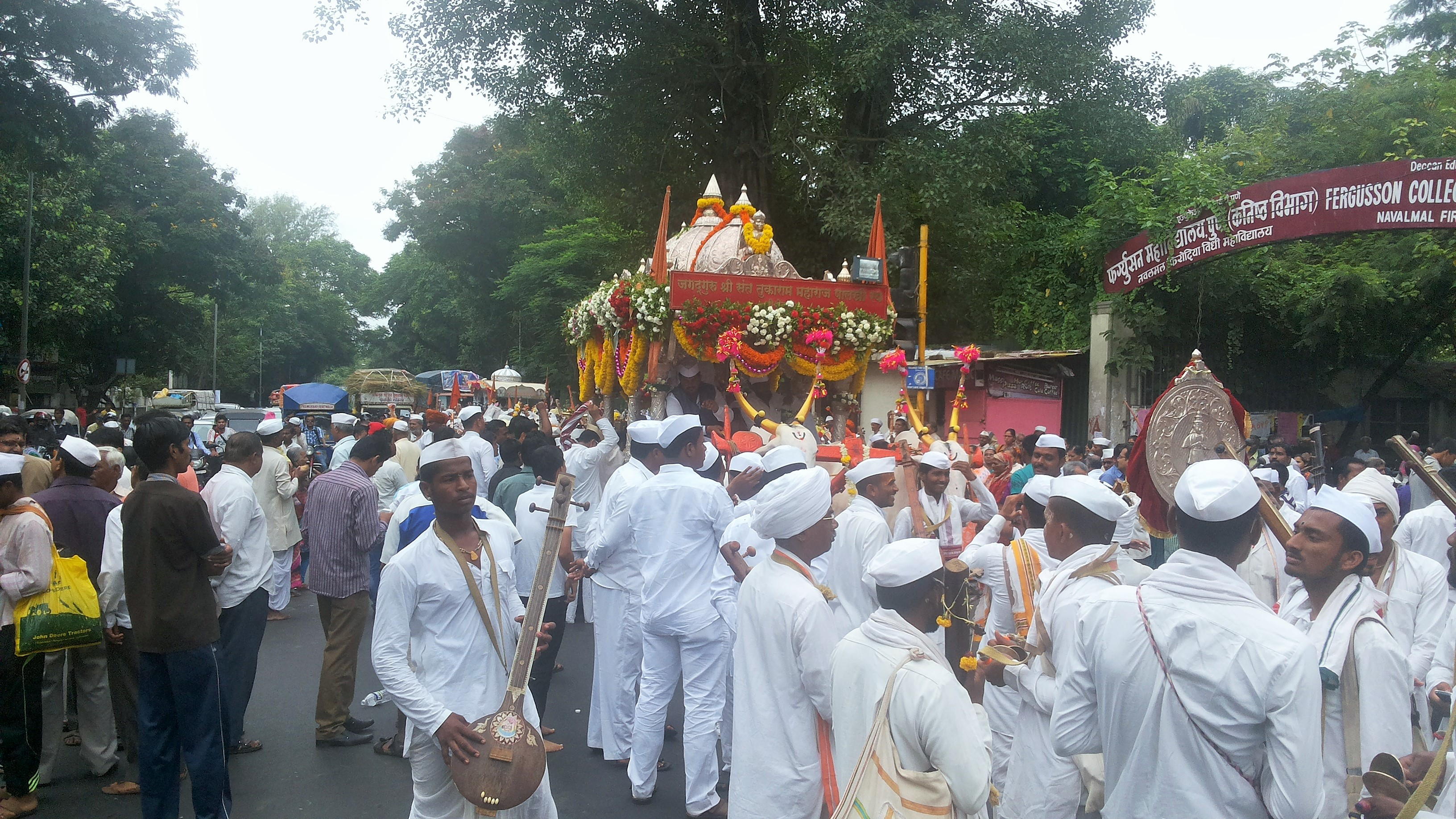
宗教行事

1000年もの歴史を持つプネーは「マハーラーシュトラ州の文化的首都」とも呼ばれており、要塞跡や宮殿、庭園など、多数の名所がある。シンハガド要塞、ケールカル博物館、アーガー・ハーン宮殿、パールヴァティー寺院、シャニワール・ワーダー宮殿跡などが有名である。
祭典では、8月末または9月始めに行われるガネーシュ・フェスティバルが有名。満月を最終日として10日間行われる。もともとは大きなフェスティバルではなかったが、独立運動に際して人々が集まるための方便としてインド国民会議派初代議長のティラクにより計画的に大きくされた。インド独立後も大きなフェスティバルとして続いている。
物議を醸した宗教家であるバグワン・シュリ・ラジニーシ（Osho）のアシュラム（道場）が1970年代に作られ、彼の晩年に路線変更して高級スピリチュアル・リゾート「OSHOインターナショナル・メディテーション・リゾート」となり、観光地の一つになっている。
インドのパールシーのほとんどがムンバイまたはプネーに暮らしている。3つ程のゾロアスター教の寺院があり、ゾロアスターが点火したといわれる炎がイランから持ち運ばれて燃え続けている。異教徒は寺院に入ることは出来ない。ゾロアスター教徒はビジネスで成功している裕福な階級が多く、ムンバイとプネーの両方に家を持っている人も多い。
バドミントンは植民地時代にプネーで行なわれていた、皮の球をラケットでネット越しに打ち合う遊びをイギリス人が本国に紹介したのが起源とされる。

## 地理
- コーレーガーオン・パーク - 以前はマハーラージャ達の避暑用の別荘地として知られていた。現在も森の中に大邸宅がならんでいる。以前マハーラージャ達は乾期、ここに集まり近くにある競馬場で競馬を楽しんだ。
- エンペレス・ガーデン - 競馬場の向かいにある森林公園。
- MGロード - 小売の商店が並ぶ。
- ラクシュミー(Laxmi)・ロード - 卸売の商店が数キロメートル四方の範囲に多く並ぶ。同じタイプの商品を売る商店は同じ地域に集まっている。

### 地震学
プネーはKoynaダム（英語版）の周りの地震活動が活発な地帯に非常に近く位置している。プネーは、その歴史の中でいくつかの中程度の震度と、多くの低強度の地震を経験した。 
プネーで発生したマグニチュード3.0以上の地震を以下に示す。
| 発生時期      | M   | 震源地                             |
| ------------- | --- | ---------------------------------- |
| 17 May 2004   | 3.2 | Katraj Region, Pune, Maharashtra   |
| 30 July 2008  | 4.2 | Koyna Dam, Koynanagar, Maharashtra |
| 14 April 2012 | 4.9 | Satara district, Maharashtra       |

## 気候
インドの他の都市同様、夏季・涼季・雨季（モンスーン）の3つの季節に分かれている。
- 冬:11月から3月までは、冬と呼ばれるが過ごしやすい気候で、観光的にはシーズンになる。
- 夏:4月から6月中頃までは、夏と呼ばれ灼熱の日々が続く。ただし空気は乾燥しているため木陰は比較的涼しい。
- 雨期:6月中頃から9月中頃までは雨期と呼ばれ、一年のほとんどの雨が降る。7月中頃から8月中頃までが雨期のピークで雨の日が多く一週間雨が降り続いたりする。その前後は、数時間雨が降った後は快晴になり夏に比べて過ごしやすい。
- 秋:9月中頃から10月は、比較的過ごしやすい気候である。年によっては10月まで雨が降る異常な天候が近年起きている。

| Puneの気候             | Puneの気候  | Puneの気候  | Puneの気候  | Puneの気候  | Puneの気候  | Puneの気候  | Puneの気候  | Puneの気候  | Puneの気候  | Puneの気候  | Puneの気候  | Puneの気候  | Puneの気候    |
| 月                     | 1月         | 2月         | 3月         | 4月         | 5月         | 6月         | 7月         | 8月         | 9月         | 10月        | 11月        | 12月        | 年            |
| ---------------------- | ----------- | ----------- | ----------- | ----------- | ----------- | ----------- | ----------- | ----------- | ----------- | ----------- | ----------- | ----------- | ------------- |
| 平均最高気温 °C （°F） | 29.9 (85.8) | 31.9 (89.4) | 35.4 (95.7) | 37.7 (99.9) | 36.9 (98.4) | 31.7 (89.1) | 28.4 (83.1) | 27.4 (81.3) | 29.4 (84.9) | 31.4 (88.5) | 30.1 (86.2) | 28.9 (84)   | 31.59 (88.86) |
| 平均最低気温 °C （°F） | 11.0 (51.8) | 12.1 (53.8) | 15.8 (60.4) | 19.9 (67.8) | 22.4 (72.3) | 22.9 (73.2) | 22.2 (72)   | 21.6 (70.9) | 20.8 (69.4) | 18.5 (65.3) | 14.4 (57.9) | 11.5 (52.7) | 17.76 (63.96) |
| 降水量 mm （inch）     | 0 (0)       | 3 (0.12)    | 2 (0.08)    | 11 (0.43)   | 40 (1.57)   | 138 (5.43)  | 163 (6.42)  | 129 (5.08)  | 155 (6.1)   | 68 (2.68)   | 28 (1.1)    | 4 (0.16)    | 741 (29.17)   |
| 平均降水日数           | 0.1         | 0.3         | 0.3         | 1.1         | 3.3         | 10.9        | 17.0        | 16.2        | 10.9        | 5.0         | 2.4         | 0.3         | 67.8          |
| 平均月間日照時間       | 291.4       | 282.8       | 300.7       | 303.0       | 316.2       | 186.0       | 120.9       | 111.6       | 177.0       | 248.0       | 270.0       | 288.3       | 2,895.9       |
| 出典：HKO              |             |             |             |             |             |             |             |             |             |             |             |             |               |

## 事件
- 2010年2月13日 - 市内で外国人、富裕層の集まるコーレーガーオン・パーク地区のレストランでバッグに仕掛けられた爆弾が爆発し、外国人2人（イタリア人女性、イラン人男子学生）を含む、10名が死亡。負傷者は60名以上にのぼる。
- 2018年1月1日 - コーレーガーオンの戦いの200周年記念式典にて、ダリットとヒンズー至上主義者が対立。暴動となり1人が死亡した。また同月4日には、暴動に抗議するダリット側のデモが行われた[9]。

## 交通

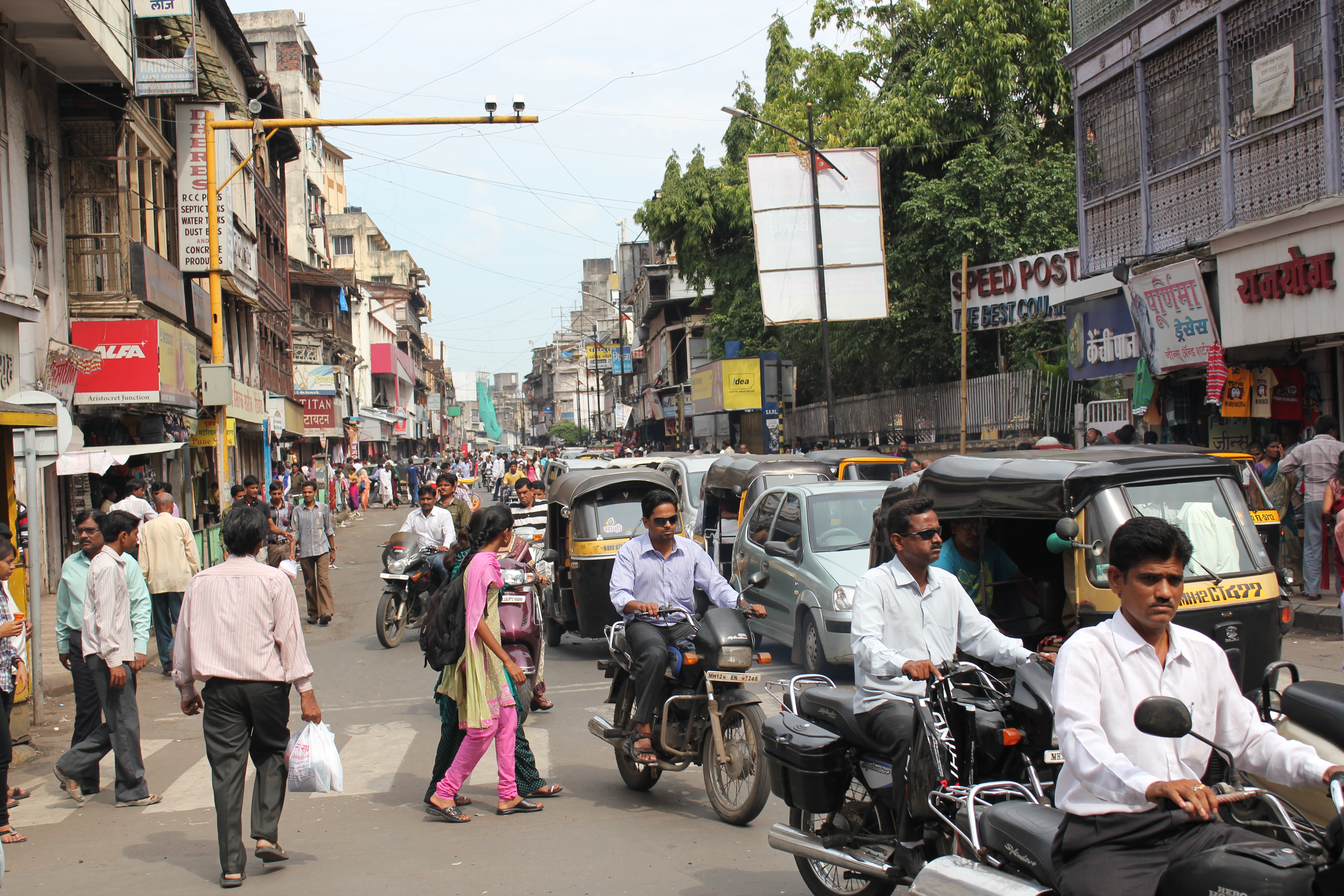
繁華街

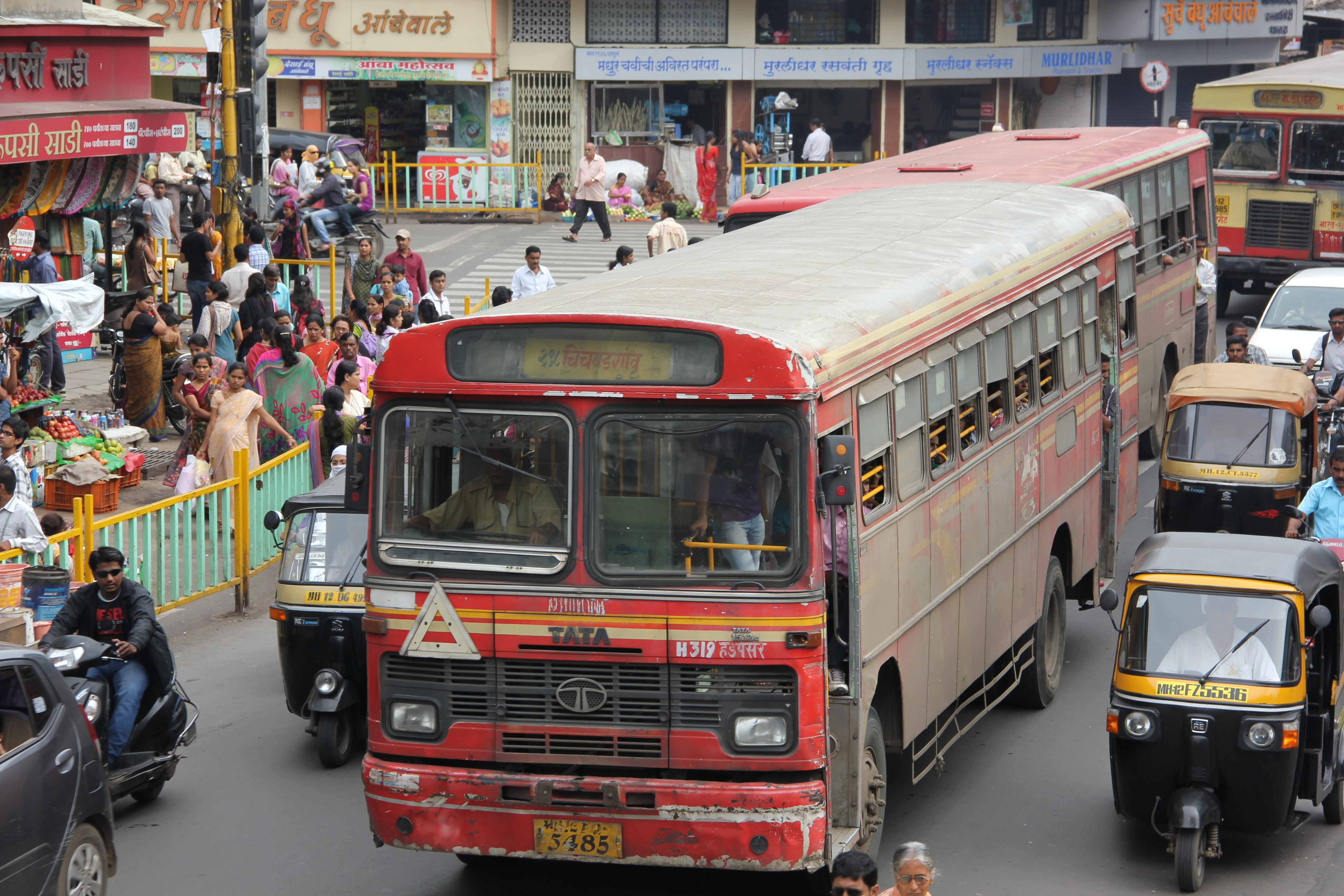
市内を走るバスとリキシャ

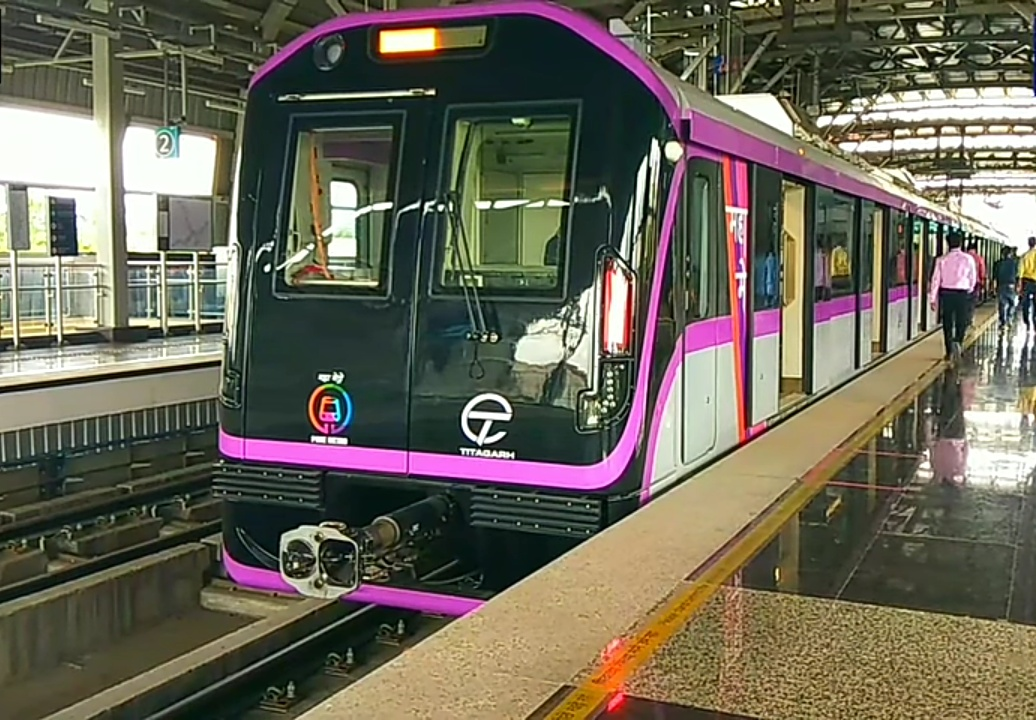
2022年開通のプネー地下鉄

- リキシャ - 市内の移動は簡易タクシーである三輪のオート・リキシャを使うのが一般的。町のどこでもつかまえることができる。プネーでリキシャと呼んだ場合、オート・リキシャを指すのが通常で、人力のリキシャや、サイクル・リキシャ（自転車のリキシャ）はほとんど存在しない。
- タクシー - タクシーは一般的ではなく、長距離の移動に使われる。ムンバイとの間を往復するタクシーがある。
- 飛行機 - 郊外に飛行場があり国内便が飛んでいる。
- 高速道路 - 2002年にムンバイとプネーを結ぶ高速道路が開通した。ムンバイの中心地やムンバイ国際空港まで3時間ほどで連絡する。
- 鉄道 - プネー駅が中心の駅で各種の長距離路線が走っている。プネーを始発にする長距離路線も多い。ムンバイまでの連絡は、3時間で連絡する特急と、5時間半程で連絡する普通列車などがある。詳細はインドの鉄道を参照。
- プネー地下鉄（英語版） - 2022年開通。2路線が開通。
- 長距離バス - 都市を結ぶ長距離バスがある。ムンバイまでのバスの本数は多い。外国人旅行者が多く、ゴアへ12時間程で行く寝台式の長距離バスも多く走っている。
- 交通事故 - 2014年のプネー市の交通事故発生件数は1453件。死者は378人。その内二輪車の事故件数は108件で死者は214人。[10]

## 近くの観光地
- アジャンター、エローラ - 仏教遺跡
- ローナーヴァラー（英語版）
- マハーバレーシュワル、パーンチガーニー（Panchgani（英語版）） - 避暑地、リゾート地。
- アーガー・ハーン宮殿（英語版） - ガンディーが幽閉されていたかつての宮殿跡。

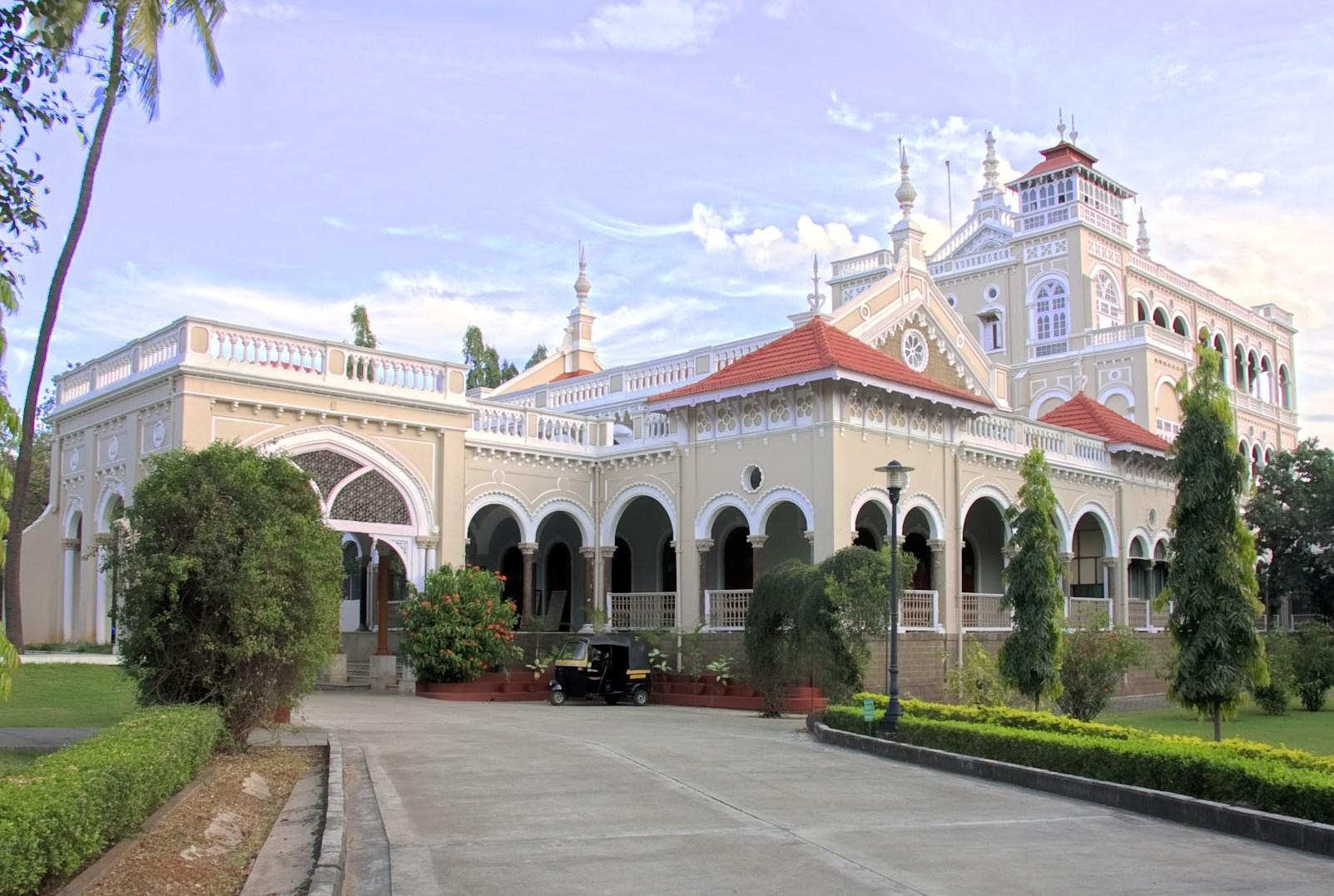
アガカーン宮殿
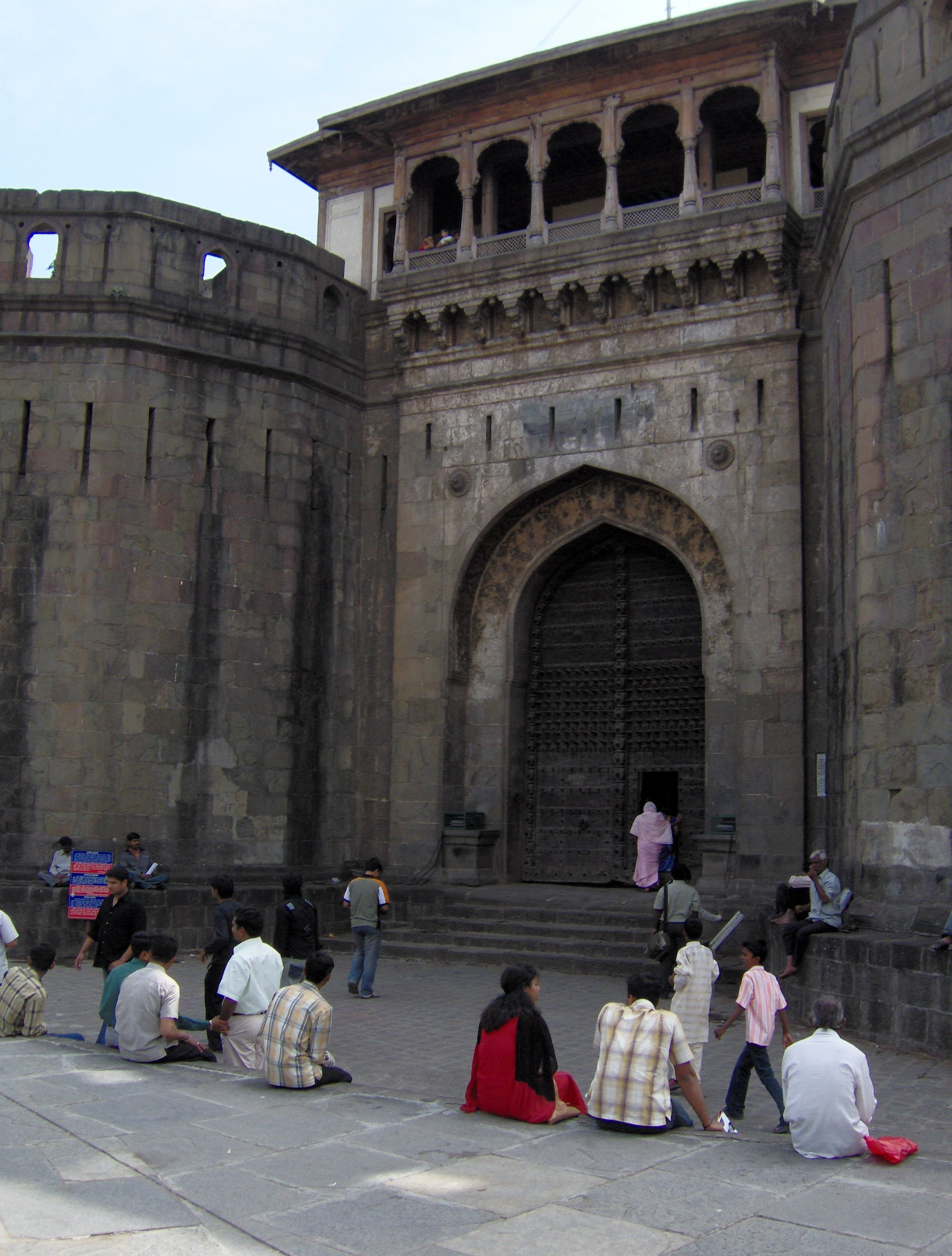
シャニワール・ワーダー
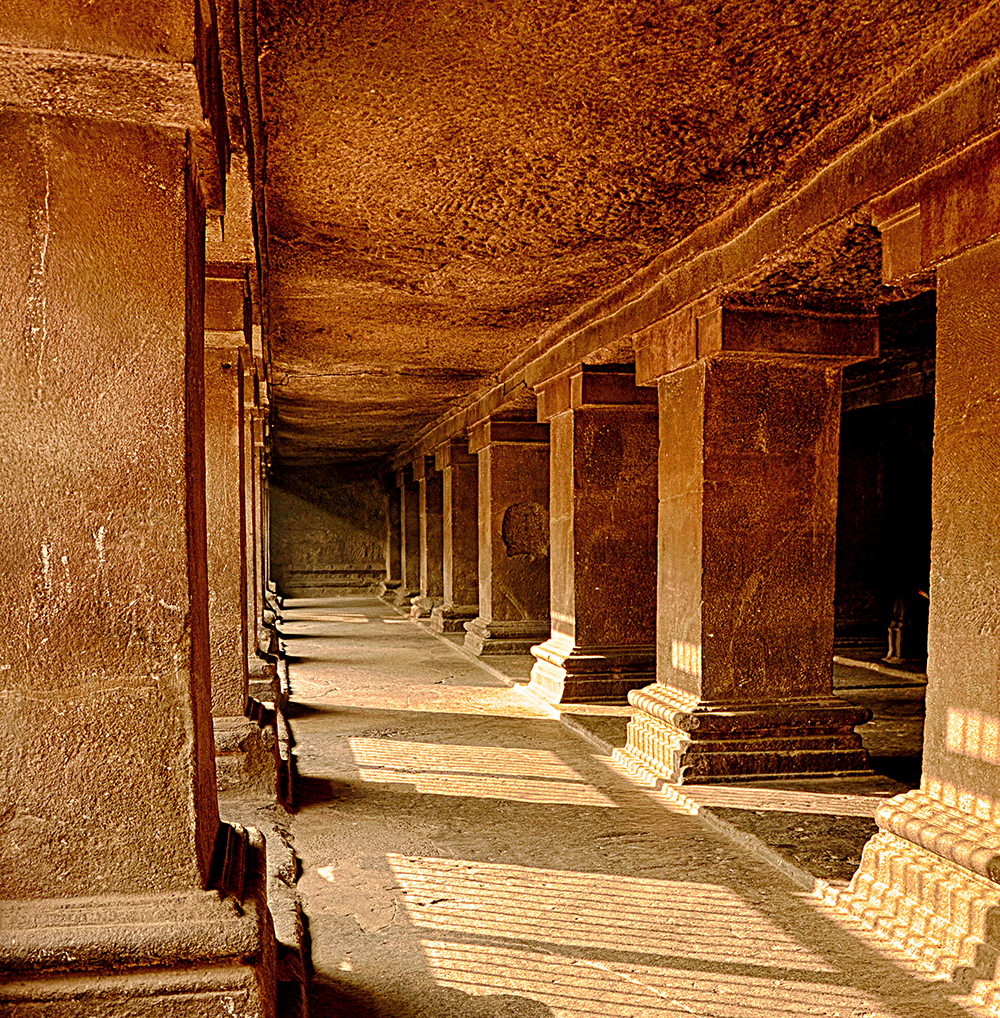
パタルシュワー・ケイブス
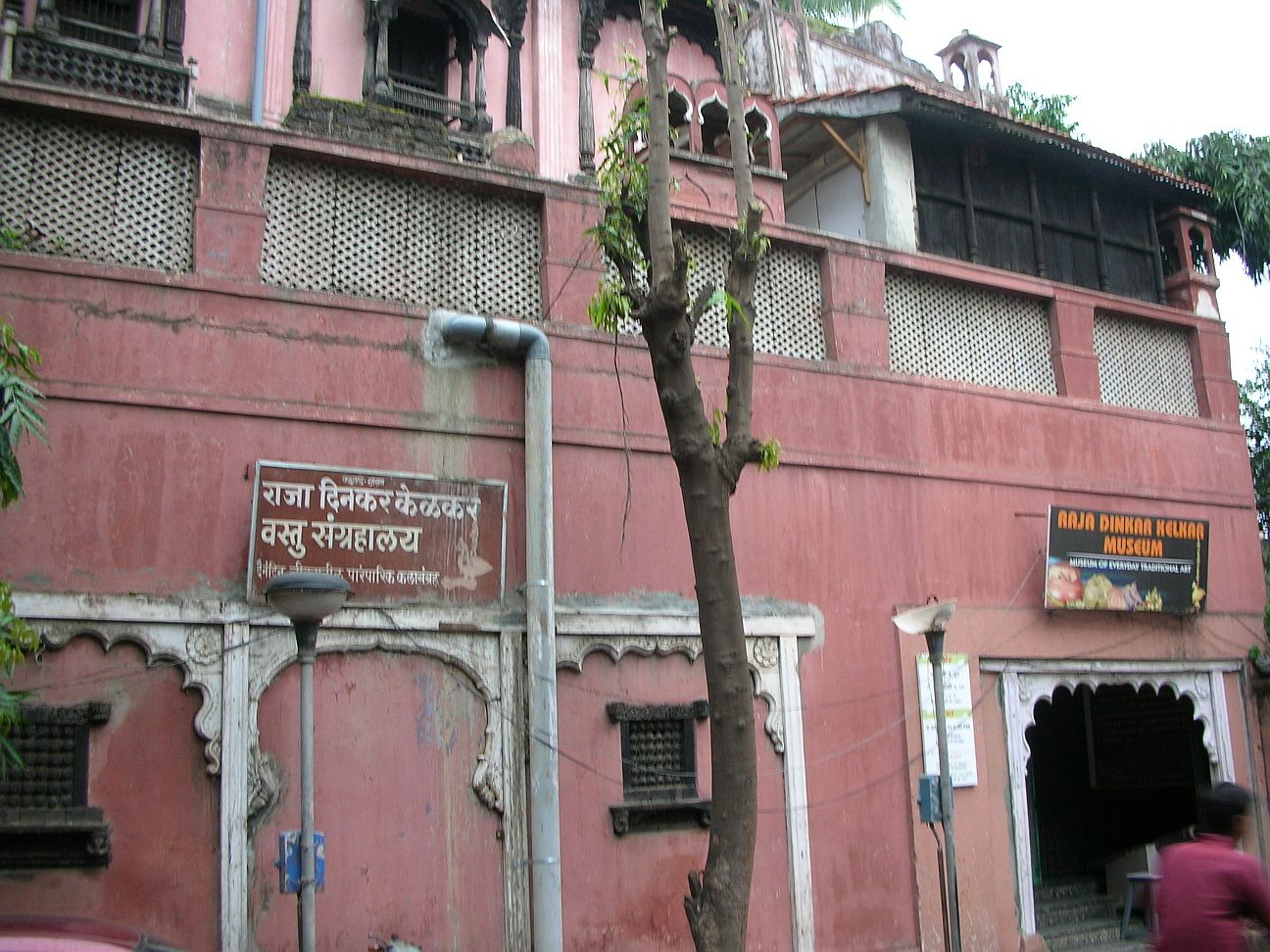
ラージャ・ディンカル・ケールカル・ミュージアム
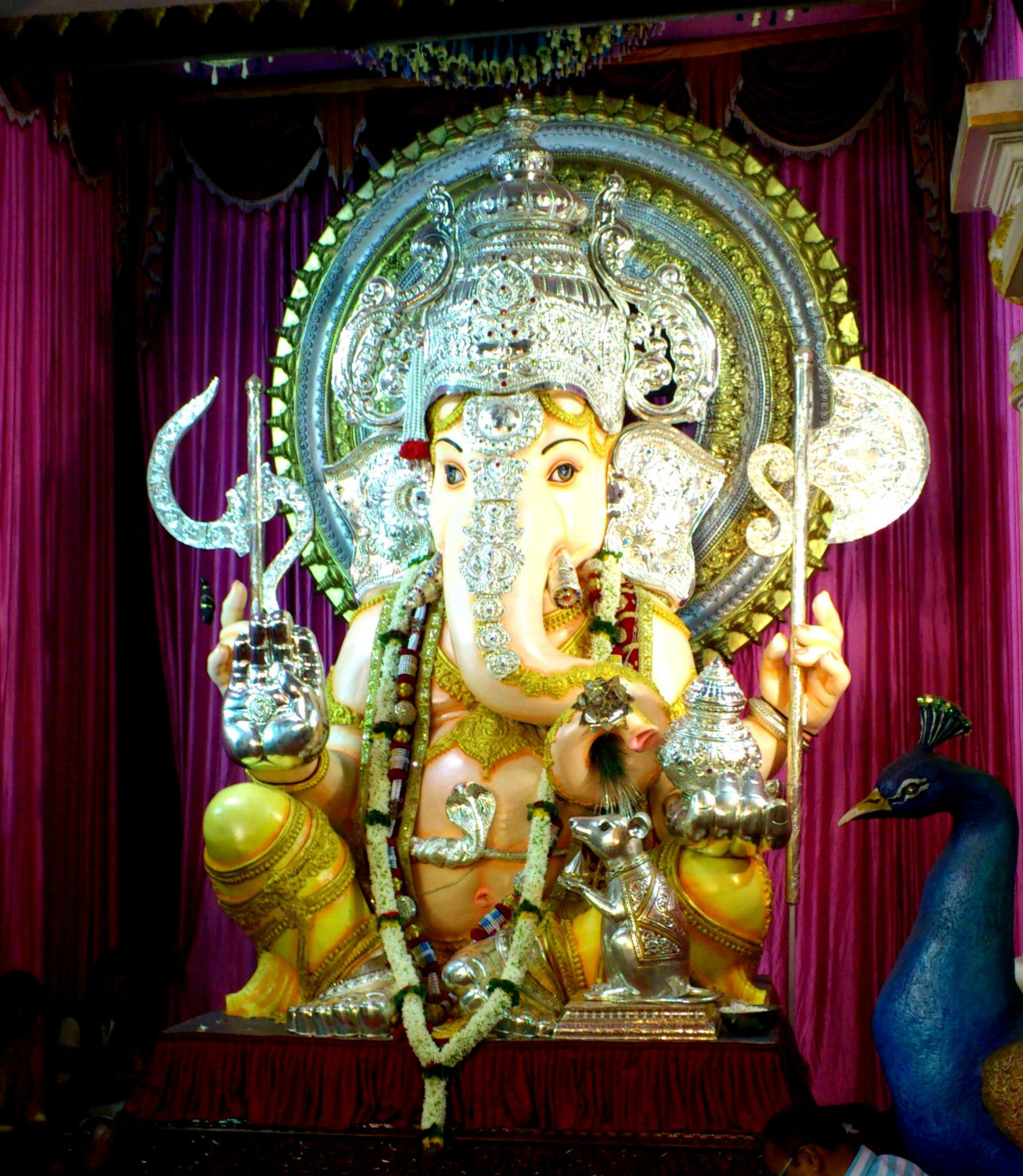
ダグダッシェス・ハルワイ・ガンパッティ寺院
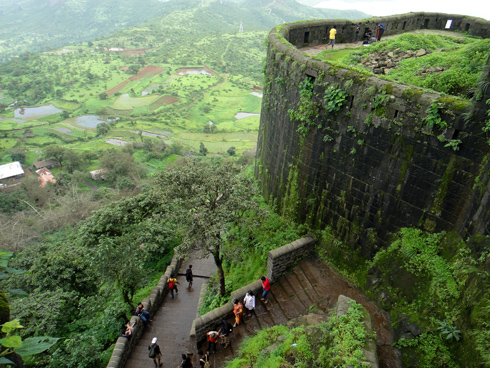
シンハガド・フォート
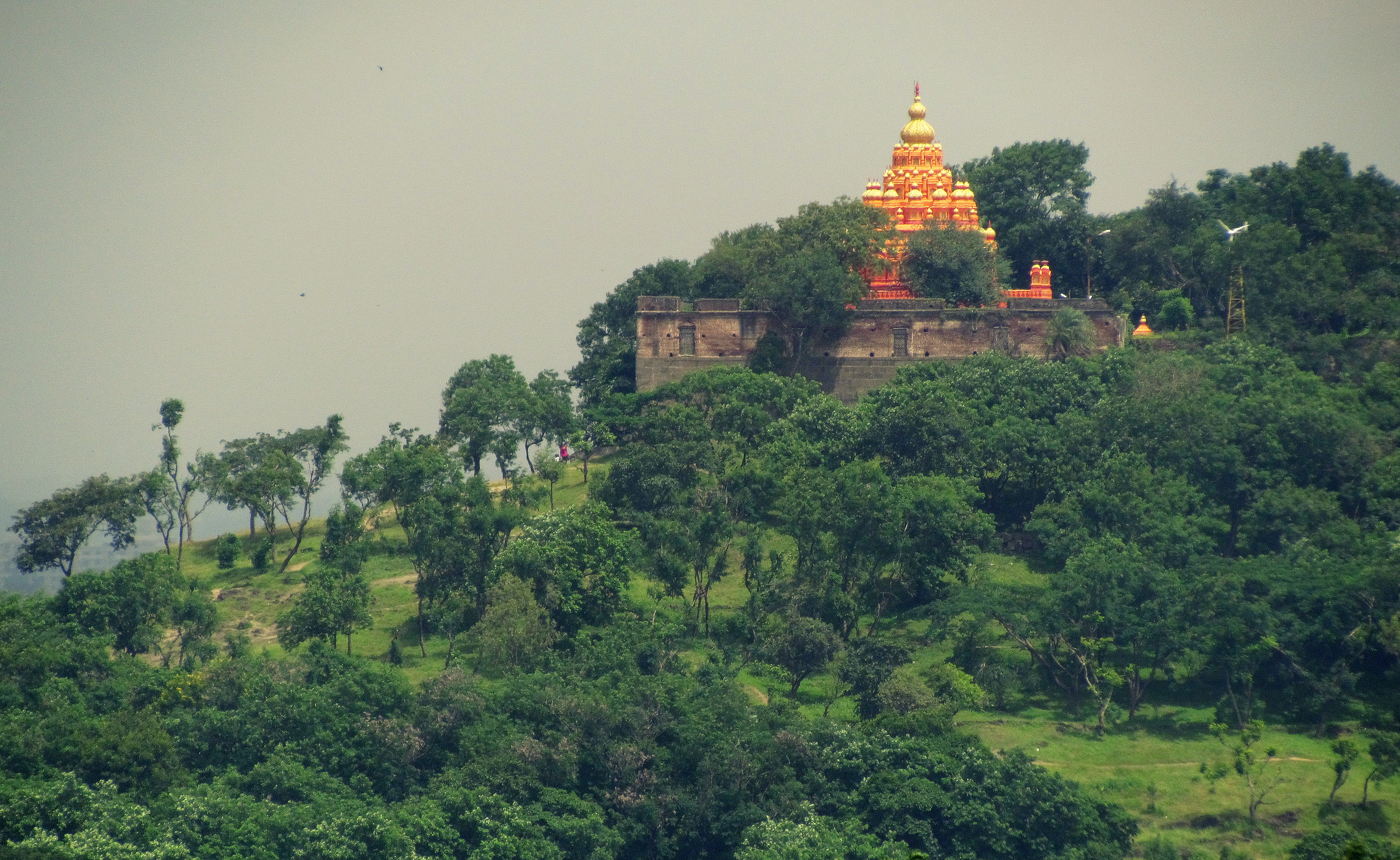
パールヴァティー寺院パールヴァティーの丘
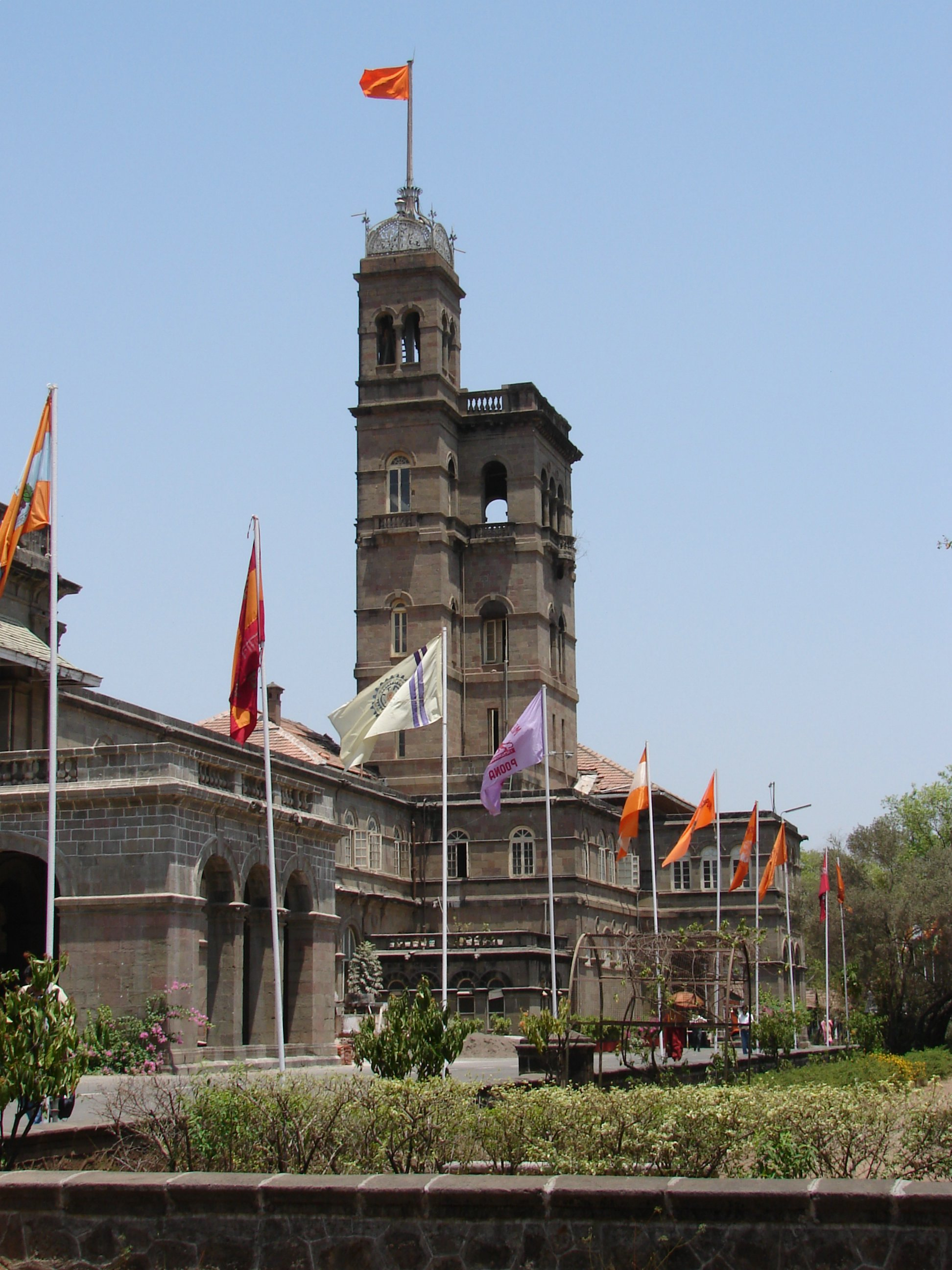
プネー大学
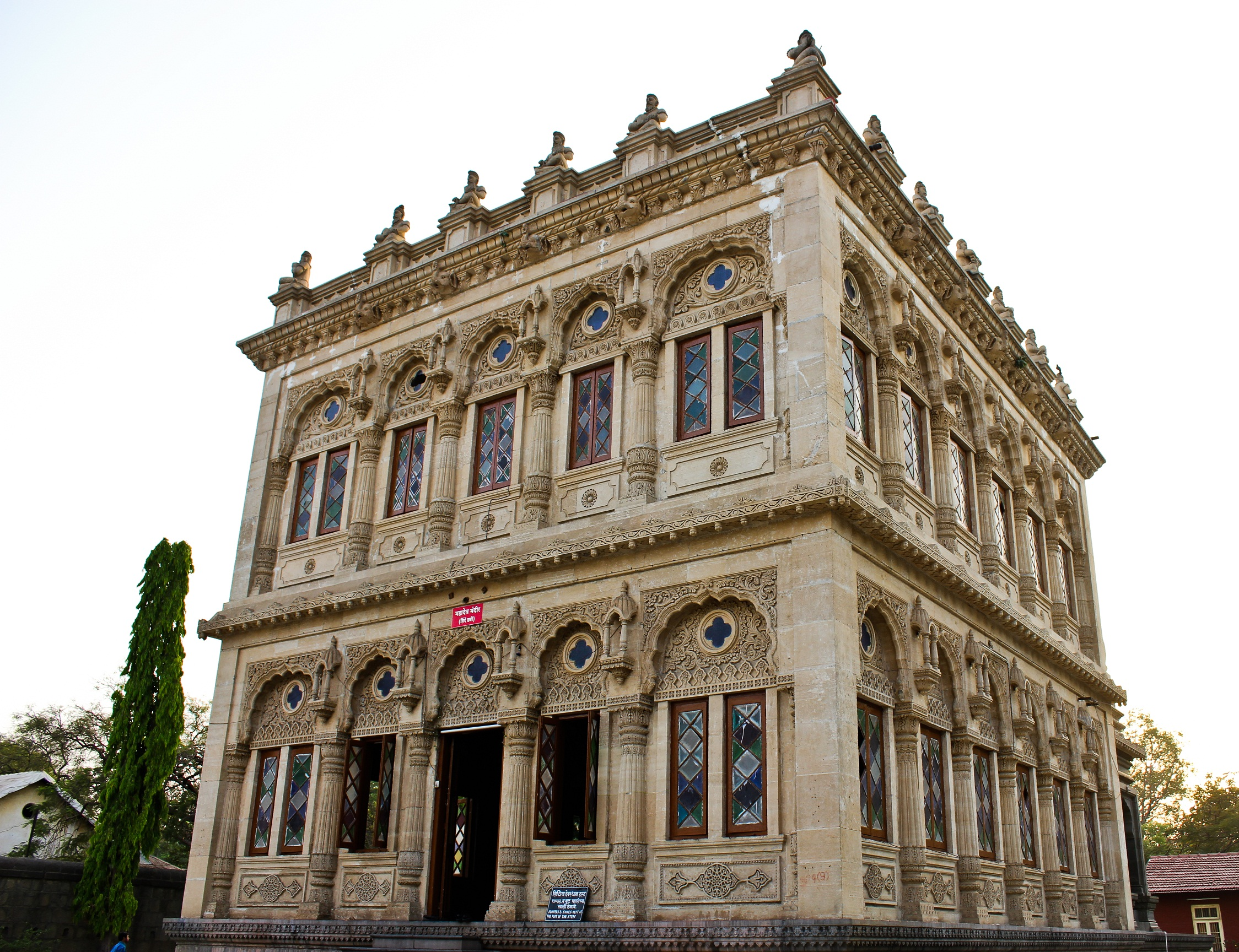
シンデー・チャトリー

## 出身人物
- アルデシール・イラニ（英語版） (映画監督)
- ビノッド・コースラ (サン・マイクロシステムズ社の共同設立者の一人)
- チャンドラカント・サラデシュムク (シタール奏者)
- メヘル・バーバー (神秘思想家)
- スミタ・パティル（英語版） (女優)
- ジョン・フロスト（英語版） (軍人、マーケット・ガーデン作戦に参加)

## 姉妹都市
- 岡山県、日本
岡山県との交流から、プネー岡山友好公園が造園されている。
- トロムソ、ノルウェー
- サンノゼ、アメリカ合衆国
- フェアバンクス、アメリカ合衆国

## テレビ番組
- 日経スペシャル ガイアの夜明け インドIT戦士がやって来る!（2002年10月27日、テレビ東京）[11]。

## 注・出典
1. ↑  Choudhuri, Debjani Pal (2007). Community Planning for Intervention for Victims of Domestic Violence. Kassel University Press. pp. 35. ISBN 978-3-89958-346-5
2. ↑  Diddee, Jaymala (2000). Pune: Queen of the Deccan. Elephant Design Pvt. Limited. ISBN 978-8187693000
3. ↑  “Pune History - History of Pune City, Origin and History of Poona India”. 2019年2月25日時点のオリジナルよりアーカイブ。2019年2月25日閲覧。
4. ↑  “Mukta Tilak, MBA, is Pune’s first BJP mayor”.  The Hindu. 2017年3月16日閲覧。
5. ↑  “Bal Gangadhar Tilak descendant, Mukta Tilak files nomination for Mayor post”.  The Financial Express (India). 2017年3月8日閲覧。
6. ↑  “M3.2 Katraj-Pune Earthquake, 2004”. 2007年12月18日時点のオリジナルよりアーカイブ。2008年4月15日閲覧。
7. ↑  “M4.3 Gokul-Waghini Earthquake, 2008”. 2010年2月10日時点のオリジナルよりアーカイブ。2009年11月28日閲覧。
8. ↑  “M4.9 Satara District, 2012”. 2012年4月14日時点のオリジナルよりアーカイブ。2012年4月14日閲覧。
9. ↑  “印カースト最下層出身者ら、ヒンズー至上主義に抗議デモ”.   AFP (2018年1月4日). 2018年4月20日閲覧。
10. ↑  Template:"Maharashtr Times", 22,September,2014
11. ↑  インドIT戦士がやって来る! - テレビ東京 2002年10月27日